# RHI Magnesita
RHI Magnesita N.V. ist ein internationaler Lieferant von Feuerfestprodukten, -systemen und -dienstleistungen. RHI Magnesita notiert an der Londoner Börse und ist Bestandteil des FTSE 250 Index.
RHI Magnesita ging aus dem Zusammenschluss der RHI AG und Magnesita zum global führenden Anbieter von hochwertigen Feuerfestprodukten, -systemen und -serviceleistungen hervor, die für industrielle Hochtemperaturprozesse über 1.200 °C unter anderem in der Stahl-, Zement-, Nichteisenmetalle- und Glasindustrie zum Einsatz kommen.
Mit über 12.000 Mitarbeitern in 35 Hauptproduktionswerken sowie mehr als 70 Vertriebsstandorten ist RHI Magnesita international vertreten.

## Geschichte

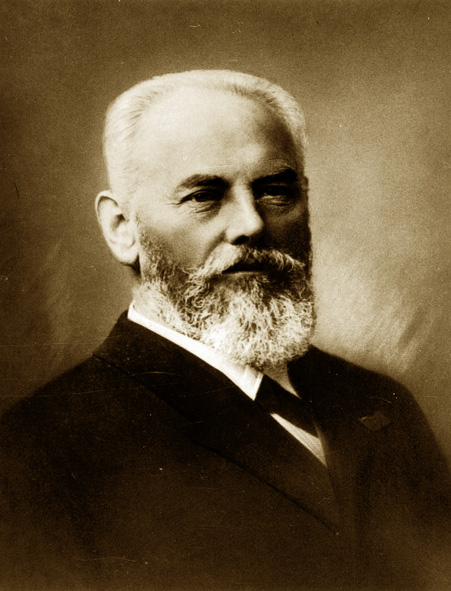
Carl Spaeter

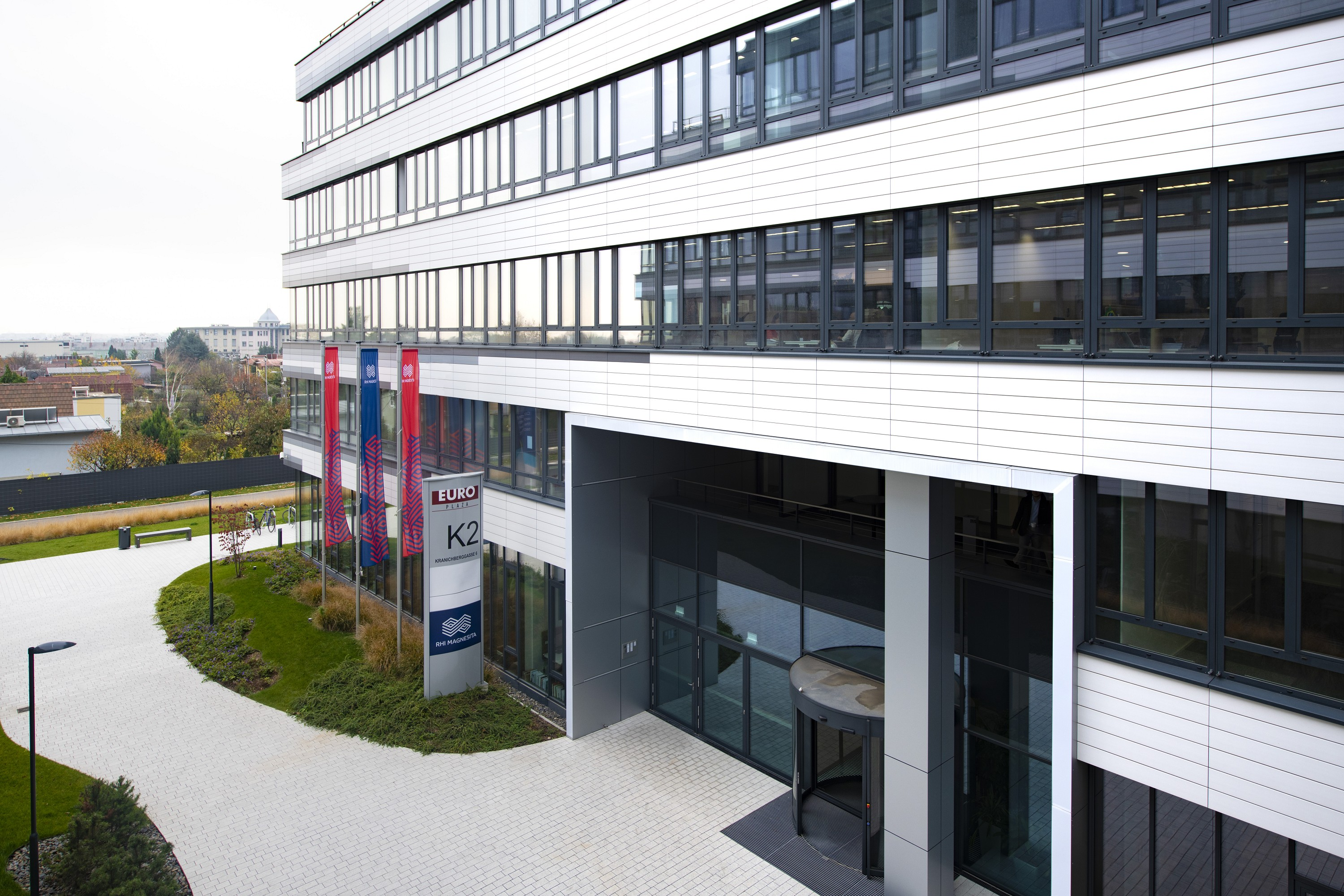
RHI Magnesita Headquarters, Wien

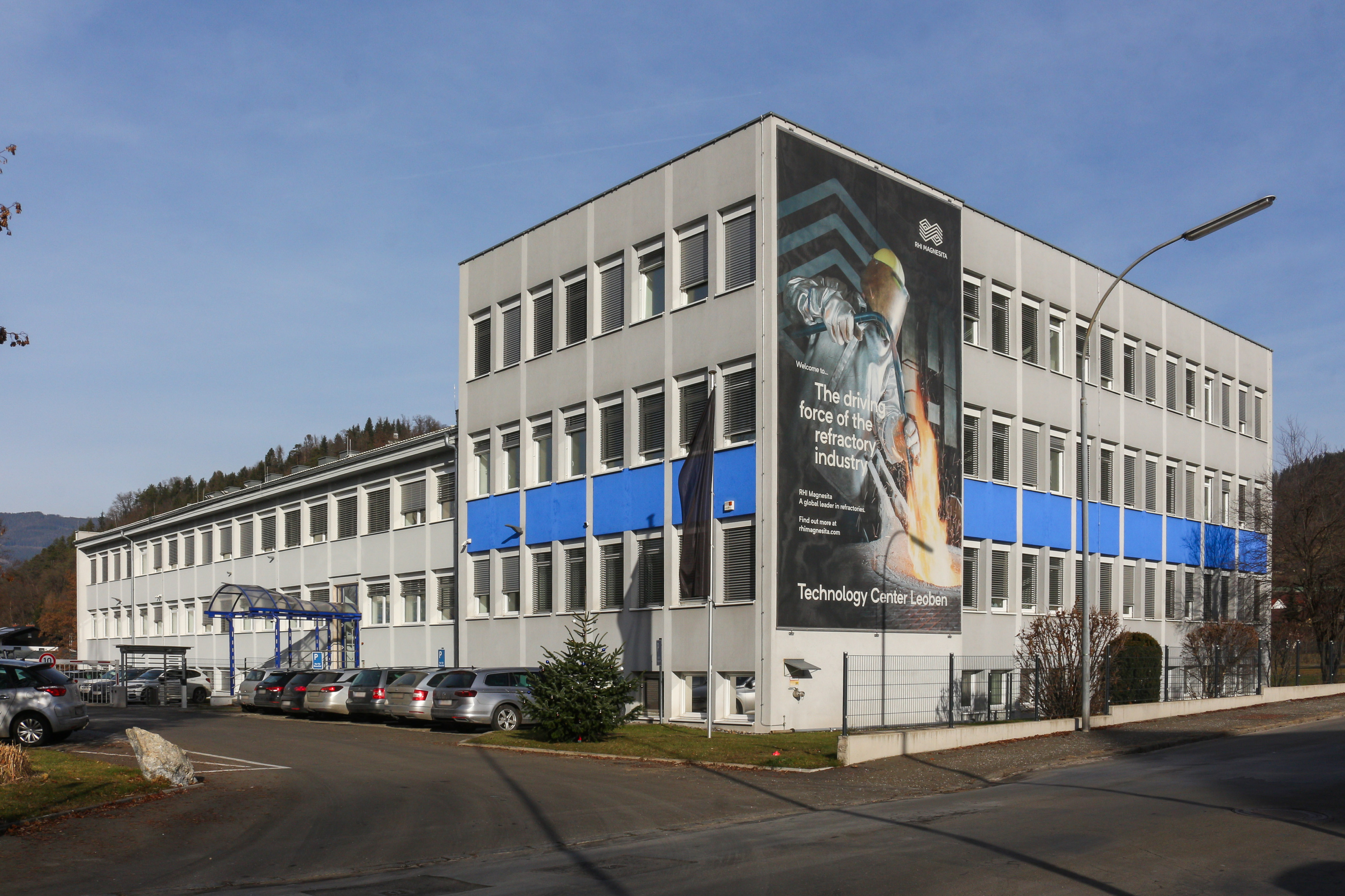
RHI Magnesita Technology Center, Leoben (2022)

Bergbauingenieur Josef Hörhager entdeckte 1908 die Magnesitlagerstätte auf der Millstätter Alpe in Kärnten, Österreich. Emil Winter, ein Deutsch-Amerikaner, erwarb die Abbaurechte und gründete die Austro-American Magnesite Company (später Radex Austria). Die Firma wurde 1974 von der US-amerikanischen General Refractories Co. gekauft. 1987 entstand aus dieser im Rahmen eines Management-Buy-out die Radex-Heraklith Industriebeteiligungs AG ('RHI AG'). RHI kaufte 1991 die Veitscher Magnesitwerke Actien-Gesellschaft, ein Konkurrenzunternehmen, das 1889 von Carl Spaeter in Deutschland gegründet worden war.
RHI erwarb 1995 eine Mehrheitsbeteiligung an der Didier-Werke AG,  zudem im Jahr 2000 Global Industrial Technologies, um 2002 alle nordamerikanischen Niederlassungen zu verkaufen. Die Firma schloss die Übernahme von Stopinc AG (Schweiz) 2012 ab und erwarb einen Mehrheitsanteil an Orient Refractories, Indien, im Jahr 2013.
RHI fusionierte im Oktober 2017 mit dem brasilianischen Unternehmen Magnesita, verließ die Wiener Börse und ist seitdem an der Londoner Börse als RHI Magnesita zugelassen. 2019 kehrte das Unternehmen an die Wiener Börse zurück und wurde im Dezember 2022 in den ATX Prime Index aufgenommen.
Am 13. Januar 2023 verlautet: RHI Magnesita mehrheits-beteiligt sich am branchengleichen Unternehmen Jinan New Emei Industries in Shandong, China.

## Betrieb
Die Firma stellt jährlich mehr als 1,5 Millionen Tonnen Feuerfestprodukte in über 30 Produktionsstandorten weltweit her.

## Standorte
In Österreich gibt es die Standorte Radenthein (das „R“ im Firmennamen geht über zwischenzeitlich „Radex“ auf den Ortsnamen zurück), Hochfilzen, Breitenau, Veitsch in der nunmehrigen Großgemeinde Sankt Barbara im Mürztal und Leoben neben der Konzernzentrale in Wien.
Nachdem der Standort in Trieben in den 1980er Jahren noch rund 1.000 Mitarbeiter aufwies, war die Mitarbeiteranzahl von noch rund 260 Mitarbeitern im Jahr 2018 innerhalb von zwei Jahren auf 20 Mitarbeiter geschrumpft war, ehe das Werk im Herbst 2021 gänzlich geschlossen wurde. Der Standort wurde daraufhin im Folgejahr an die 2B2R Trigent GmbH aus Deutschland verkauft, die das Werk bis auf einzelne Gebäudetrakte abreißen wird. Ebenso abgerissen werden soll der 140 Meter hohe Werkskamin – in der Bevölkerung langer Ernst genannt –, der als inoffizielles Wahrzeichen von Trieben gilt. Das deutsche Unternehmen möchte auf dem 380.000 m² großen Gelände, das rund 150.000 m² Industrie- oder Gewerbefläche aufweist, neue Betriebe ansiedeln.
In Deutschland ist das Wiesbadener Unternehmen RHI Magnesita Deutschland an mehreren Standorten aktiv.